# عبد الحميد علي حسن
عبد الحميد علي حسن دبلوماسي بحريني وسفير فوق العادة ومفوض لمملكة البحرين لدى الاتحاد الروسي.